# Rasmus Wiedesheim-Paul
Rasmus Wiedesheim-Paul (Halmstad, 1999. február 8. –) svéd korosztályos válogatott labdarúgó, a norvég HamKam csatárja kölcsönben a Rosenborg csapatától.

## Pályafutása

### Klubcsapatokban
Wiedesheim-Paul a svédországi Halmstad városában született. Az ifjúsági pályafutását az Astrio csapatában kezdte, majd a Halmstad akadémiájánál folytatta
2016-ban mutatkozott be a Halmstad másodosztályban szereplő felnőtt keretében. A 2017-es szezonban négy hónapig a Landskrona BoIS csapatánál játszott kölcsönben, ahol csak 2 kupamérkőzésen vett részt. A 2018-as szezon második felében az IFK Värnamo klubjánál volt szintén mint kölcsönjátékos. 2019-ben 18 gólt lőtt a Superettanban, így a gólok tekintetében a második helyezést érte el Erik Björndahl után. A 2020-as szezonban 18 mérkőzésen 13 gólt lőtt, az idény végén már a norvég Rosenborg csapatánál játszott. 2022 és 2023 között a svéd Mjällby AIF és Helsingborg, illetve a norvég HamKam csapatát erősítette kölcsönben.

### A válogatottban
Wiedesheim-Paul 2019-ben tagja volt a svéd U19-es válogatottnak, ahol 2 mérkőzésen lépett pályára.

## Statisztikák
2023. április 16. szerint
| Klub                         | Szezon   | Osztály     | Bajnokság | Bajnokság | Kupa  | Kupa | Nemzetközi | Nemzetközi | Összesen | Összesen |
| Klub                         | Szezon   | Osztály     | Meccs     | Gól       | Meccs | Gól  | Meccs      | Gól        | Meccs    | Gól      |
| ---------------------------- | -------- | ----------- | --------- | --------- | ----- | ---- | ---------- | ---------- | -------- | -------- |
| Halmstads BK                 | 2016     | Superettan  | 1         | 0         | 0     | 0    | —          | —          | 1        | 0        |
| Halmstads BK                 | 2017     | Allsvenskan | 2         | 0         | 1     | 0    | —          | —          | 3        | 0        |
| Halmstads BK                 | 2018     | Superettan  | 0         | 0         | 0     | 0    | —          | —          | 0        | 0        |
| Halmstads BK                 | 2019     | Superettan  | 29        | 19        | 1     | 0    | —          | —          | 30       | 19       |
| Halmstads BK                 | 2020     | Superettan  | 18        | 13        | 3     | 1    | —          | —          | 21       | 14       |
| Halmstads BK                 | Összesen | Összesen    | 50        | 32        | 5     | 1    | —\|        | —\|        | 55       | 33       |
| Landskrona BoIS (kölcsönben) | 2017     | Division 1  | 0         | 0         | 2     | 0    | —          | —          | 2        | 0        |
| IFK Värnamo (kölcsönben)     | 2018     | Superettan  | 14        | 2         | 0     | 0    | —          | —          | 14       | 2        |
| Rosenborg                    | 2020     | Eliteserien | 4         | 0         | 0     | 0    | —          | —          | 4        | 0        |
| Rosenborg                    | 2021     | Eliteserien | 18        | 4         | 2     | 2    | 1          | 0          | 21       | 6        |
| Rosenborg                    | 2023     | Eliteserien | 0         | 0         | 1     | 0    | —          | —          | 1        | 0        |
| Rosenborg                    | Összesen | Összesen    | 22        | 4         | 3     | 2    | 1          | 0          | 26       | 6        |
| Mjällby AIF (kölcsönben)     | 2022     | Allsvenskan | 13        | 0         | 0     | 0    | —          | —          | 13       | 0        |
| Helsingborg (kölcsönben)     | 2022     | Allsvenskan | 13        | 1         | 0     | 0    | —          | —          | 13       | 1        |
| HamKam (kölcsönben)          | 2023     | Eliteserien | 1         | 1         | 0     | 0    | —          | —          | 1        | 1        |
| Összesen                     | Összesen | Összesen    | 113       | 40        | 10    | 3    | 1          | 0          | 124      | 43       |